# Senyei György Barna
Senyei György Barna (1969–)  magyar jogász, 2019 decemberétől az Országos Bírósági Hivatal elnöke.

## Életpályája
Jogi diplomáját 1993-ban szerezte meg a Miskolci Egyetem Állam- és Jogtudományi Karán. Bírói pályáját 1996-ban  a Miskolci Városi Bíróságon kezdte. 2004-től a Borsod-Abaúj-Zemplén Megyei Bíróság bírája, 2012-től a Fővárosi ítélőtáblán bíró, majd 2016-tól megbízott polgári-gazdasági ügyszakos ítélőtáblai tanácselnök volt. 2019. december 10-én – Handó Tünde utódaként – az Országgyűlés az Országos Bírósági Hivatal elnökének választotta.